# Bayt al-Faqīh

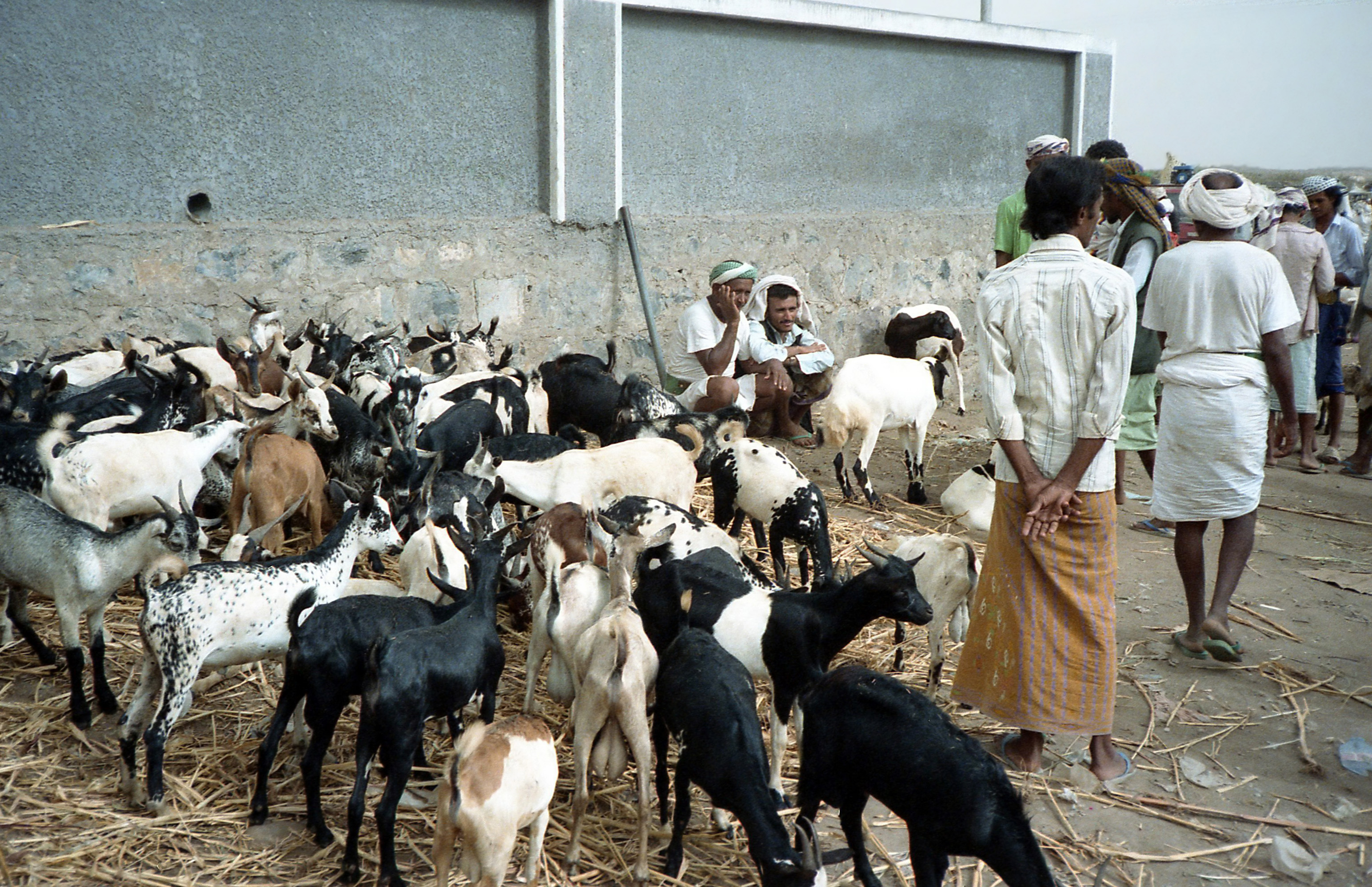
Häufiges Marktgut in Bayt al Faqīh: Die Ziege

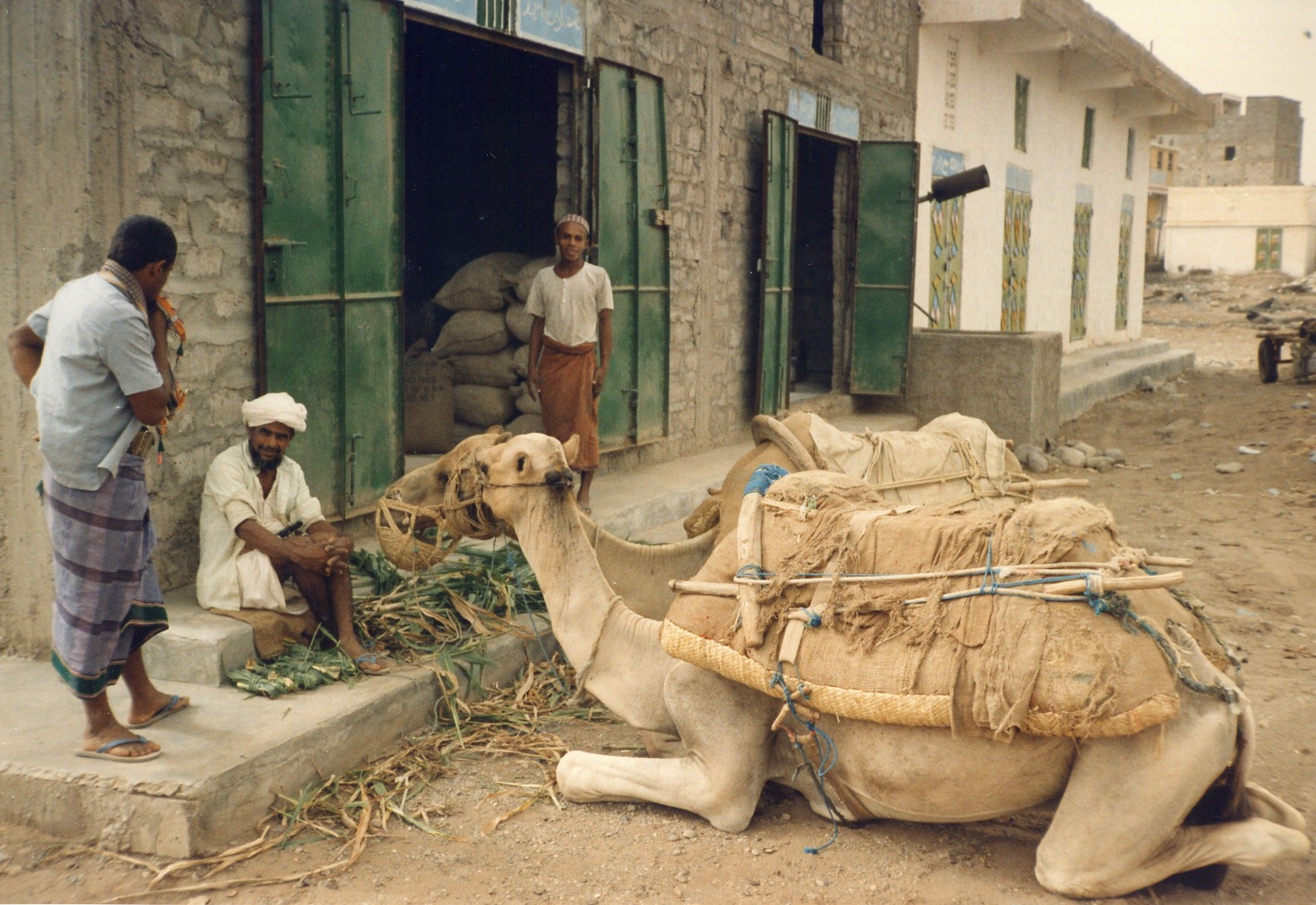
Das Dromedar dient als Lasttier für die Marktgüter in der Stadt

Bayt al-Faqīh (auch: Beit el Fakih oder Bayt-al-Faqiyah; arabisch بيت الفقيه, DMG Bait al-Faqīh) ist eine Stadt im jemenitischen Westen, 50 km südöstlich der Hafen- und Regionalhauptstadt al-Hudaida und 130 km südwestlich der Landeshauptstadt Sanaa. Sie liegt am Rand der Gebirgs-Tihama.
Neben einem – heute weitgehend verfallenen – osmanischen Fort (al-Qasr-Imam-Zitadelle) weist die Stadt Wohnhäuser auf, die mit den landestypischen Stuckfassaden versehen sind. Einst hatte die Stadt den größten Umschlagsplatz für Kaffee, zu dessen Sicherung das Fort benötigt wurde. Der Ort liegt entlang der Pilger- und Handelsroute von al-Hudaida nach Taizz, quer durch die heiße Tihama. Mit Tageshöchsttemperaturen bis zu 53 °C gehört er zu den weltweit heißesten. Noch vor Zabid ist Bayt al-Faqīh die größte Stadt der Tihama. Auch heute noch ist der Wochenmarkt neben dem Markt von at-Talh einer der größten im Jemen.

## Geschichte
Bayt al-Faqīh wurde im frühen 13. Jahrhundert vom Gelehrten (faqīh) Ahmed ibn Musa al-Udschail begründet. Da dieser Gelehrte wie ein Heiliger am Ort verehrt wurde, erhielt die Stadt in dessen Andenken den Namen Haus der Gelehrten. Er selbst liegt in der Stadt begraben.
Seit dem 16. Jahrhundert bereits ist die Stadt infrastrukturell gut vernetzt. Für die Erschließung sorgten mehrere Handels- und Pilgerwege. Zudem liegt Bayt al-Faqīh zentral in der Tihama, weshalb die Stadt sich schnell zu einem bedeutenden Umschlagplatz des Binnenhandels aufschwang. Bedeutendstes Marktgut war der Kaffee. Der deutsche Forschungsreisende und Kartograf Carsten Niebuhr soll im Jahr 1763, anlässlich eines knapp zweimonatigen Besuches der Stadt, festgestellt haben, dass sich auf dem Kaffeemarkt Kaufleute aus Europa, Persien und Indien eindeckten.
Heute steht die Stadt für einen farbenfrohen und überregional großen Freitags-Wochenmarkt. Gehandelt werden Ziegen, Gemüse, Flechtwaren, Parfümöle, Haushaltswaren und Tierfutter. Berühmt und besonders hochwertig sind die handgewebten Schulter- und Wickeltücher (futah), sowie Seilerwaren (insbesondere Krempenhüte).

## Stammeswesen
Noch heute ist das Stammeswesen im Jemen sehr ausgeprägt. Die überwiegende Mehrheit der Jemeniten gehört Stämmen an. Diesen fühlen sich die Menschen jeweils eng verpflichtet. Die Stammesmänner (Qa'bili; pl. Qaba'il) kontrollieren bis heute die politische Macht und repräsentieren für die jüngeren Generationen ein Leitbild. In den 1920er Jahren herrschte in der Region um die Stadt der mächtige Stamm der az-Zaraniq unter dem Schaich al-Qabīla, Ahmad al-Fatimi.